# John Tambouras
John Tambouras (* 30. Januar 1979 in Darwin) ist ein ehemaliger australischer Fußballspieler, der im Verlauf seiner Karriere auf drei Kontinenten nationale Titel gewann.

## Karriere
Tambouras begann seine Karriere beim griechisch geprägten Klub South Melbourne FC in der National Soccer League (NSL) und kam dort beim Meisterschaftsgewinn 1998/99 zu einem Ligaeinsatz. 2000 wechselte er nach Griechenland zum FC Kalamata, für den er bis 2003 spielte. Anschließend kehrte er in die NSL zurück und spielte im letzten Jahr ihres Bestehens für den neuseeländischen Klub Football Kingz.
In der zur Saison 2005/06 neu gegründeten australischen Profiliga A-League kam er beim einzigen Vertreter Neuseelands unter, den New Zealand Knights, ehemals Football Kingz. Nach einer enttäuschenden Saison mit nur sechs Punkten aus 21 Partien, wechselte er nach Malaysia zu Pahang FA, mit denen er den malaysischen FA Cup 2006 gewann. Ende 2006 kehrte er für kurze Zeit zu den Knights zurück und spielte gegen Saisonende drei weitere Partien in der A-League, in denen er einen Treffer erzielte.
Im Januar 2007 absolvierte er ein Probetraining beim rumänischen Klub Universitatea Craiova, erhielt aber keinen Vertrag und fand erst im Sommer des Jahres mit dem irischen Erstligaklub Drogheda United einen neuen Verein. Mit Drogheda gewann Tambouras 2007 die irische Meisterschaft und kam für den Klub bis zu seinem Abgang nach der Saison 2008 zu insgesamt 23 Ligaeinsätzen. Im Anschluss spielte er ein halbes Jahr für den aserbaidschanischen Verein Neftçi Baku, bevor er nach Australien zurückkehrte und dort beim neu gegründeten A-League-Team North Queensland Fury einen Ein-Jahres-Vertrag unterzeichnete.
Im Februar 2010 wurde Tambouras vom chinesischen Klub Guangzhou Evergrande zum Probetraining eingeladen. Während seines Gastspiels wurde der Klub wegen ins Jahr 2007 zurückreichender Bestechungen zum Zwangsabstieg in die 2. Liga verurteilt, Tambouras unterzeichnete schließlich aber dennoch einen finanziell lukrativen Ein-Jahres-Vertrag beim künftigen Zweitligisten. Sein dortiges Gastspiel endete allerdings bereits nach wenigen Monaten und Tambouras beendete daraufhin seine Profikarriere. Er nahm in der Folge eine Stelle als Trainer im Nachwuchsbereich beim regionalen Fußballverband des Northern Territory an.

## Erfolge
- Australischer Meister: 1998/99
- Irischer Meister: 2007
- Malaysischer FA-Cupsieger: 2006